# Odontopera insulata
Odontopera insulata là một loài bướm đêm trong họ Geometridae.

## Hình ảnh

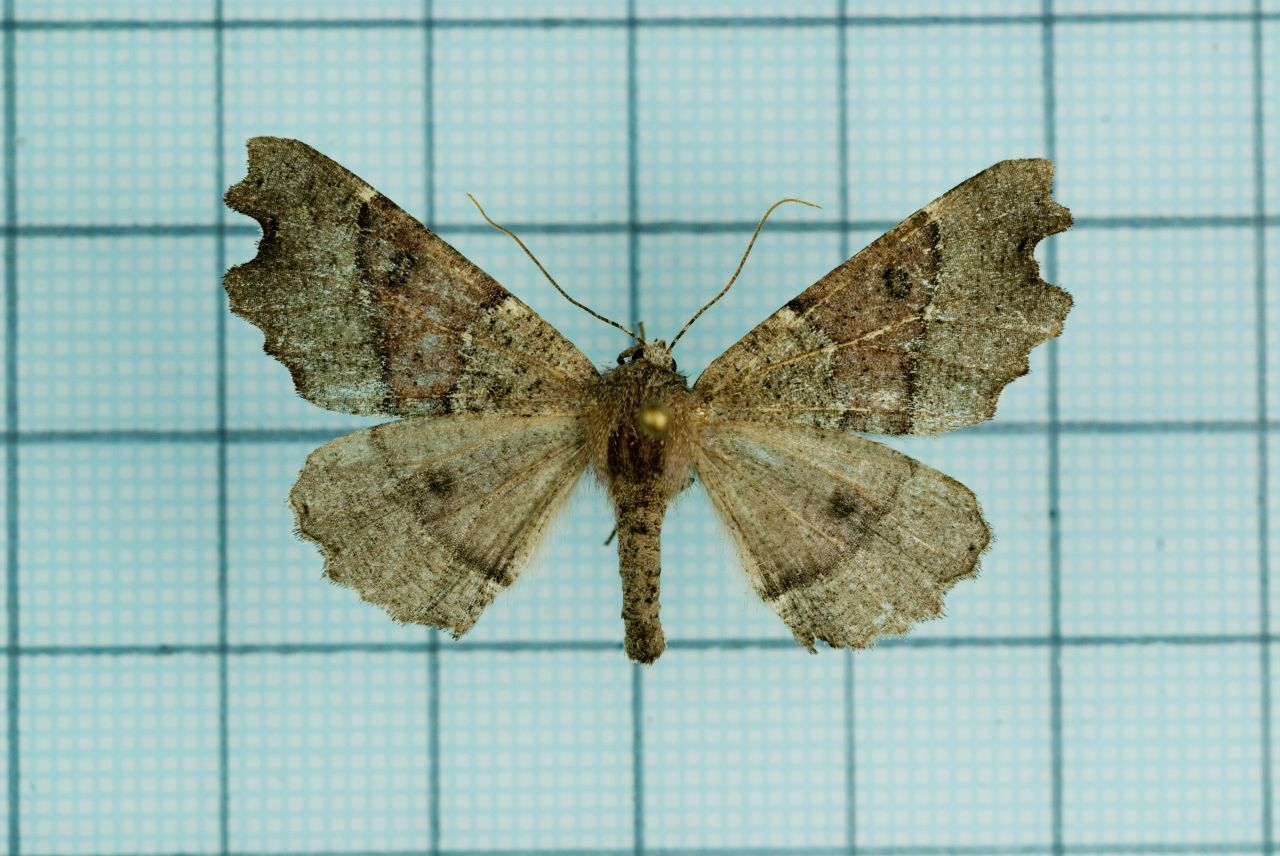
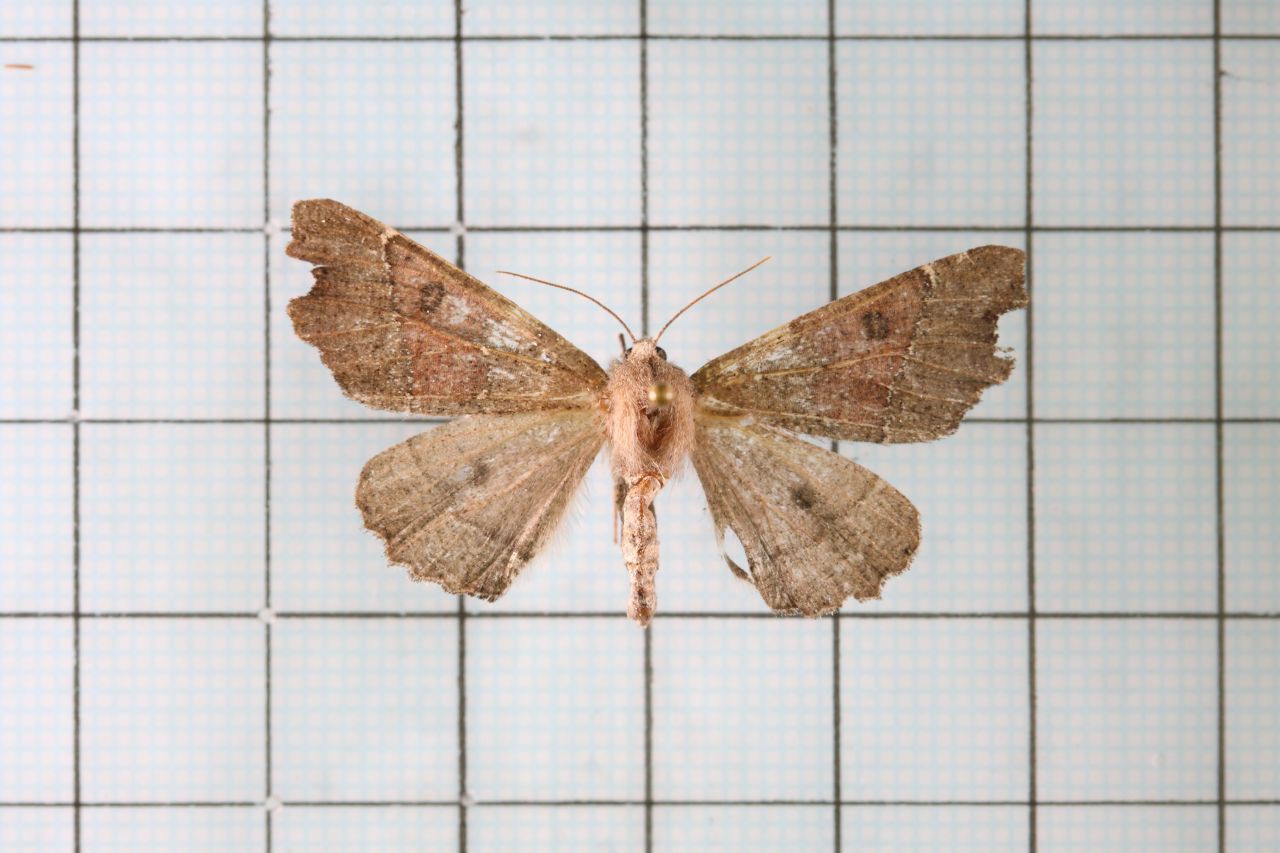
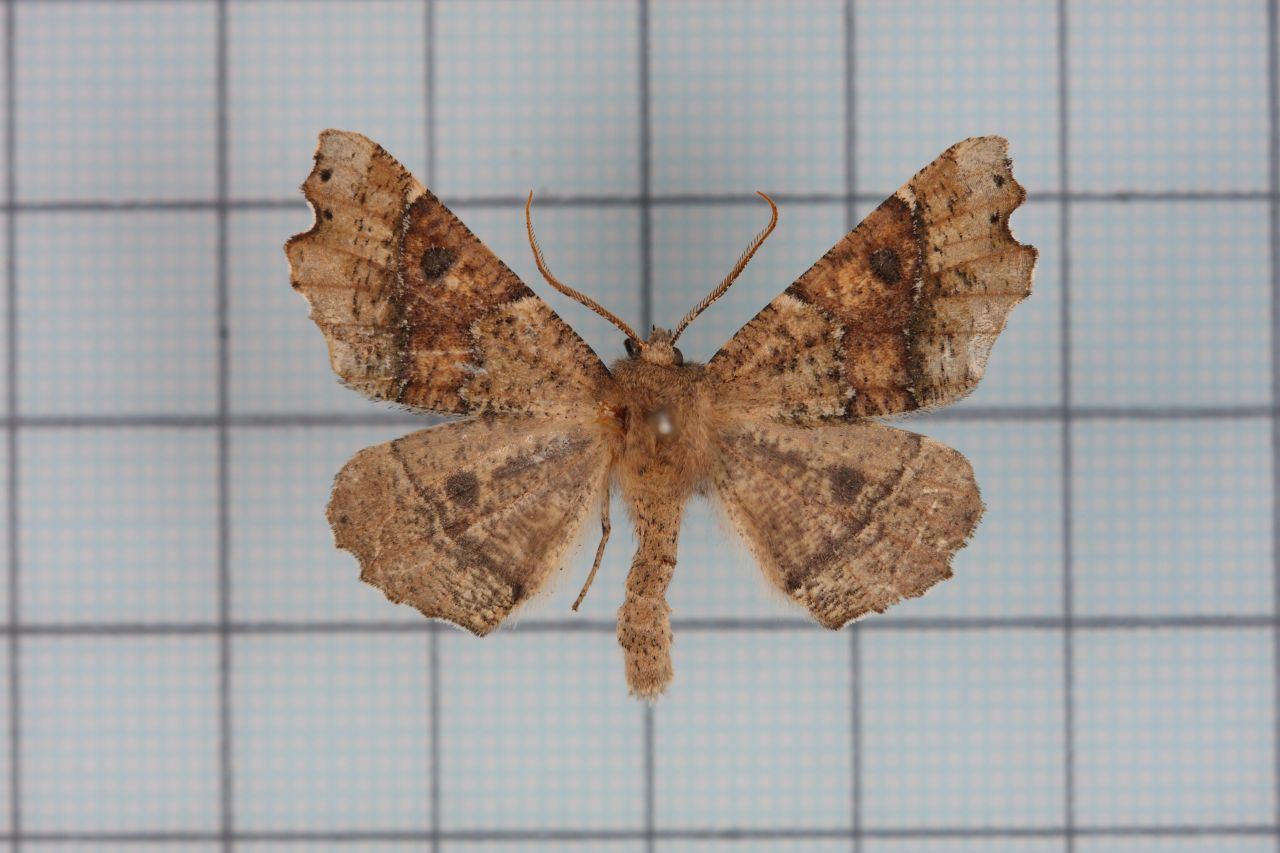
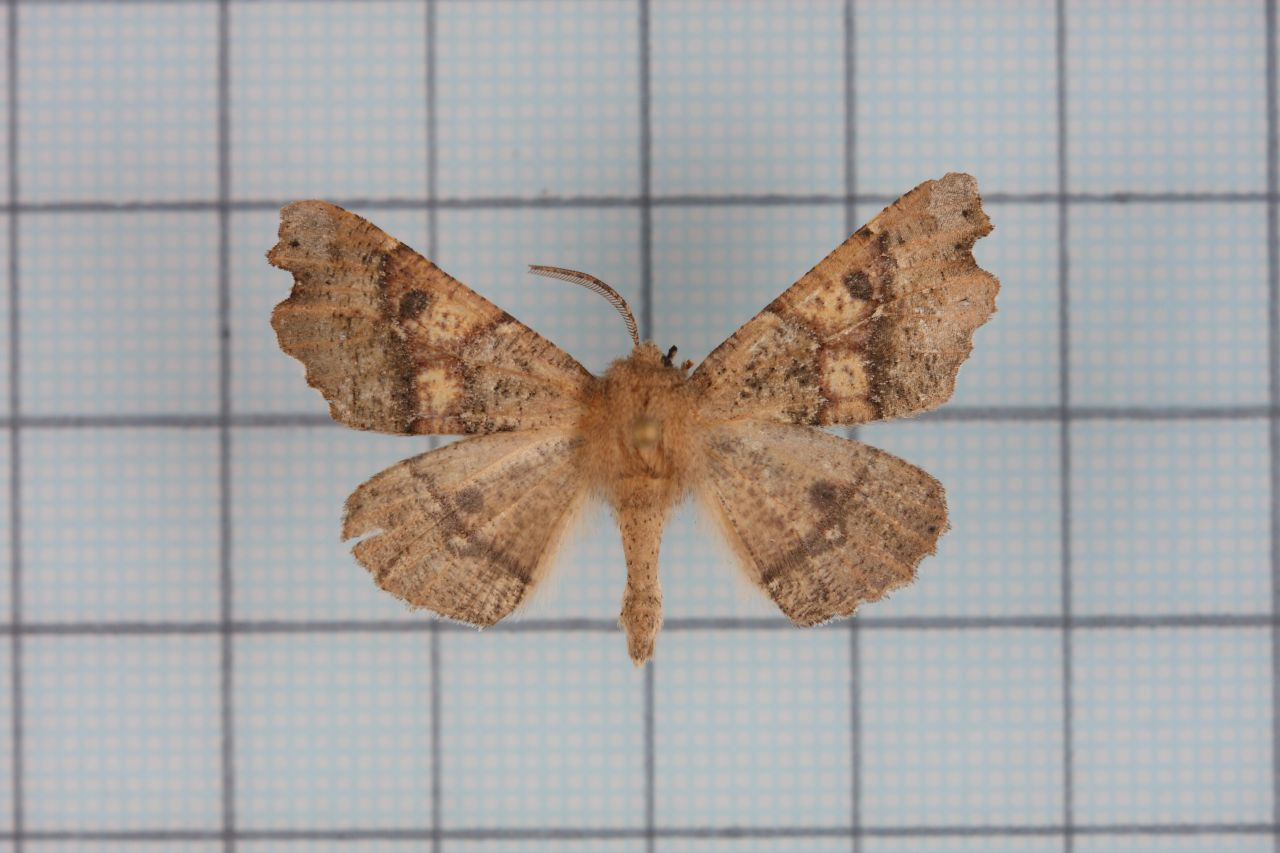